# Pułk fizylierów 44
Pułk fizylierów 44 – pułk fizylierów garnizonu Wesel niemieckiego landgrafstwa Nadrenia Północna-Westfalia w latach 1742–1806.

## Historia pułku
Po udanej budowie I.R. 41 przez pułkownika von Kalneina otrzymał on rozkaz od króla Fryderyka II Wielkiego zwerbowania drugiego pułku w Wirtembergii, z którym łączyły go powiązania rodzinne. 28 grudnia 1741 r. król nakazał generałowi dywizji Friedrichowi Ludwigowi Grafowi zu Dohna, aby I.R. 28 wyprowadził na Śląsk. Pozwolono mu jednak zatrzymać dziesięciu ludzi na kompanię jako pluton i zatrzymać barwy munduru i kantonu starego pułku. W lipcu 1742 roku mobilizacja pułku został zakończona i otrzymał on numer 44. Pułk fizylierów powstał 30 stycznia 1742 roku w Wesel landgrafstwa Nadrenia Północna-Westfalia. Każda z jego kompanii otrzymała 10 żołnierzy piechoty Hautcharmoy (I.R. 28). Resztę zwerbowano w Rzeszy Niemieckiej. W czasie wojny o sukcesję austriacką pułk nie brał udziału w żadnej kampanii, nadal przejmując obowiązki garnizonowe w Wesel. Ze względu na wysokie koszty Kalnein otrzymał tylko niewielką liczbę rekrutów z (I.R. 28), większa część załóg została zwerbowana w Prusach. Pułk bez kantonu pozostał na „starym gruncie” w sile 1220 żołnierzy. Od 1743 do 1763 był używany jako "Wesel‘sche Garrison" poza budżetem terenowym. Grenadierzy IR 44 przebywali w Magdeburgu od 1746 roku. W 1756 pułk przejął ostatecznie obowiązki garnizonowe w Wesel. W marcu 1757, kiedy Francuzi rozpoczęli inwazję na Hanower, pułk ewakuował Wesel i dołączył do armii alianckiej pod dowództwem księcia Cumberland w Bielefeld. Brał udział w drobnych akcjach, w których poniósł około 200 ofiar. Później wycofał się do Magdeburga, tracąc na skutek dezercji ponad 200 ludzi. W 1758 pułk służył w armii Pruskiej Saksonii. Drugi batalion bronił Lipska i Torgau, ale został zmuszony do kapitulacji przed przeważającymi siłami Reichsarmee. Tymczasem jej pierwszy batalion bronił Drezna w ramach oddziału Schmettau, który poddał się 4 września. Załodze pozwolono jednak swobodnie opuścić miasto. 8 września 2 batalion pułku wziął udział w bitwie pod Zinną, gdzie został rozlokowany na lewym skrzydle. Do 21 września 2. batalion połączył się z Korpusem Fincka i wziął udział w bitwie o Korbitz, gdzie został rozmieszczony w drugiej linii lewego skrzydła pod dowództwem generała majora Wunscha.
W lipcu 1760 pułk wziął udział w nieudanym oblężeniu Drezna. 20 sierpnia wraz z Korpusem Hulsena brał udział w walkach pod Strehlą i obronie Torgau do 26 września. Po zdobyciu Torgau 5 grudnia, walczyli 15 grudnia pod Kesselsdorfem na prawym skrzydle. Ich atak na lodowe wzgórza załamał się w ogniu; Batalion 41/44 stracił 197 zabitych i 179 rannych, ale wciąż miał ok. 100 ludzi.
Podczas gdy w tym czasie grenadierzy toczyli bitwy o Pragę, Breslau i Leuthen.
W 1762 r. pułk wziął udział w kampanii w Saksonii. 12 maja odbył się atak na Freiberg. 29 października walczył w bitwie pod Freibergiem jako część Brygady Taubego, szturmując wyżyny Gross Schirma. W 1762 r., po krótkiej ofensywie 12 maja, w ataku na Freiberg 29 października. w latach 1962-1805 pełnił obowiązki garnizonowe w Wesel, walcząc min. od 1800 w kampanii Napoleońskiej przeciwko Napoleonowi.
W 1806 został rozbity przez kapitulację korpusu Le Coq 22 listopada w Hameln. Resztki przybyły 21 listopada 1808 r. z Koźla i Nysy i połączyły się z rozkazu króla Fryderyka Wilhelma II Hohenzollerna w późniejszy pułk grenadierów nr 10 ze Świdnicy. Pułk został rozwiązany w 1806 roku po kapitulacji Hameln i Ratekau.

## Dowódcy pułku
- 1742 Generał dywizji Friedrich Ludwig Graf zu Dohna, Feldmarszałek Generalny
- 1749 Pułkownik Martin Eberhard von Jungkenn Müntzer von Mohrenstamm Generał dywizji
- 1759 Pułkownik Rudolph August von Hoffmann
- 1760 Generał dywizji Johann von Grant komendant Garnizonu w Nysie
- 1764 Pułkownik Hans Christian von Brietzke Generał Porucznik
- 1779 Pułkownik Friedrich Wilhelm Ernst Gaudi Generał Porucznik i komendant Wesel
- 1789 Pułkownik Franz Otto von Pirczo otrzymał jako Generał dywizji I.R. 8
- 1791 Pułkownik August Graf zu Dohna Generał Dywizji
- 1793 Generał dywizji Franz Georg von Kunitzky
- 1799 Pułkownik Ludwig von Strachwitz, dostał I.R. 43
- 1803 Pułkownik Christian Alexander Hagken Generał Dywizji